# Stormyrtjärnen (Näs socken, Jämtland)
Stormyrtjärnen är en sjö i Östersunds kommun i Jämtland och ingår i Indalsälvens huvudavrinningsområde.